# Kilinochchi
Killinochchi (Tamil: கிளிநொச்சி, Sinhala: කිලිනොච්චිය, traslitterazione scientifica Kilinocci) è una piccola città dello Sri Lanka, nel distretto di Kilinochchi.
Killinochchi è situata nella parte settentrionale del Paese, presso l'autostrada A9 a circa 100 km a sud-est di Jaffna. È stata il centro amministrativo del LTTE fino al 2 gennaio 2009, quando le truppe dell'esercito dello Sri Lanka hanno recuperato la città.